# Hell Let Loose
Hell Let Loose es un videojuego multijugador en primera persona desarrollado por el estudio australiano Black Matter y publicado por Team17 para Microsoft Windows.
El juego fue anunciado a través de una exitosa campaña de Kickstarter en 2017, en la que se recaudaron 220 000 dólares. Fue lanzado en Steam como un título de acceso anticipado el 6 de junio de 2019 y en el 2021 llegó para PlayStation 5 y Xbox Series X/S. El juego se desarrolla durante la Segunda Guerra Mundial y bajo el motor Unreal Engine 4.

## Jugabilidad
Las partidas se desarrollan en enfrentamientos de 100 divididos entre dos equipos, cada uno de los cuales consta de varias unidades más pequeñas de hasta seis jugadores. En octubre de 2019 había dos modos de juego disponibles: Warfare y Offensive. En ambos modos, el mapa se divide en sectores que cada equipo busca capturar y controlar. En el modo Warfare, la partida se gana controlando todos los sectores, ya sea en un tiempo especificado o mediante el control de la mayoría de ellos cuando el tiempo se agote. En el modo Offensive, un equipo defensor tiene el control de todos los sectores al comienzo de la partida y el objetivo del bando contrario es capturarlos antes de que se acabe el tiempo.
La comunicación es uno de los aspecto centrales del juego por parte de los desarrolladores. Cada unidad puede estar dirigida por un solo oficial, que puede comunicarse con otros oficiales y el comandante a través de un canal de voz de «liderazgo». Del mismo modo, también hay canales de voz de proximidad y de unidades. Como alternativa a la comunicación por voz, los jugadores también tienen acceso al chat de texto en todo el equipo y a nivel de la unidad.
Hasta la fecha está la posibilidad de jugar en el Frente Occidental y el Frente Oriental, cada uno con sus correspondientes armas y vehículos. 

## Desarrollo
Tras aproximadamente dos años de desarrollo y pruebas iniciales cuando se realizó su lanzamiento en la campaña de Kickstarter, el juego se publicó en Steam como título de acceso anticipado el 6 de junio de 2019, el 75 aniversario del desembarco de Normandía .

### Diseño de mapas
Los mapas del juego están diseñados en base a los teatros de operaciones históricos de la Segunda Guerra Mundial mediante la combinación de imágenes satélite, fotografías aéreas de archivo y recreación a nivel de calle. Según los desarrolladores, el mapa de la ciudad normanda de Sainte-Marie-du-Mont es un «campo de batalla a escala 1:1» recreado mediante los métodos mencionados anteriormente. 